# Кукувича прежда
Кукувичата прежда (Cuscuta europaea) е паразитно пълзящо растение, виреещо в умерения, субтропичния, тропичния и екваториалния пояс. По време на еволюцията листата са изчезнали и е останало само стъблото, с което кукувичата прежда се увива около тревисти растения. Върху него след време се появяват семена. Растението не може да живее без гостоприемник, но не задължително остава прилепен за един-единствен гостоприемник през целия си живот – дори растението приемник да бъде откъснато и кукувичата прежда да бъде хвърлена сред друга растителност, тя не умира, а продължава да се храни от новото растение и се разпростира на околните растения. Поради тази причина, когато се унищожават засегнати растения, се горят или се изхвърлят далеч от посевите.

## Стадии на развитие
Този вид плевел израства от семена, като в първите дни трябва да се долепи до растение, от което да започне да черпи сокове. Кукувичата прежда няма корени, а смукала, с които се закрепва за приемното растение, за да се храни.